# Василь Черевчей
Васи́ль (Васько́) Черевче́й (? — після 1586) — діяч київського магістрату, війт Києва в 1566–1567 роках. Не слід плутати його з небожем Василем Йосиповичем Черевчеєм, що помер у 1602.

## Життєпис
Походив зі шляхетсько-міщанського («патриціанського») роду Черевчеїв. Син Івана Черевчея, війта Києва. Уперше згадується у 1540 році, коли йому разом з братами Єськом (Йосипом) та Федором надано привілей короля Сигізмунда I на Введенську ниву, якою володів ще їхній батько (в XVII ст. тут з'явилася Введенська вулиця). На той час був повнолітнім з правом отримання спадщини. Займався торгівлею та наданням грошей у борг.
У 1540-х роках був радцей, а з 1548 року — райцею (до 1556 року). У 1557 або 1558 році обирається радцею до Старої ради, куди могли обиратися лише представники заможних та старовинних родин міста. Водночас активно займався торгівлею. Є свідчення неодноразових поїздок до Любліна, що, на думку дослідників, свідчить про відправлення товарів з Києва до Польщі, Силезії та Богемії. Завдяки цьому до середини 1560-х років накопичив значні статки.
У 1562 році стає бурмистром. Того ж року спільно з війтом Семен Мелешковичем виступив проти домагань маршалка господарського Скуміна (Івана) Тишкевича щодо надання ком'яг під посольство до Кримського ханства. За це разом з війтом був побитий слугами Тишкевича. Мелешковича та Черевчея навіть намагалися заґратувати. У 1563 році призначається одним з екзекуторів (виконавців заповіту) колишнього війта Семена Мелешковича.
У 1564 році підтримав інших членів магістрату з протистоянні з київським воєводою Костянтином Василем Острозьким. Втім, не був серед активних опонентів останнього, але сприяв звільненню Андрія Кошколдея. Тому 1566 року після відставки війта Юрія Климовича призначається на його посаду. Втім, невдовзі продовжив політику попередника із захисту привілеїв міста. У 1567 році з невідомих причини разом з магістратом відправлено у відставку. Напевне це відбулося внаслідок впливу князя Острозького.
У 1570-х роках конфліктував зі своїм зятем Андрієм Кошколдеєм за якісь векселі. Як посередників і суддів вони вибрали групу київських райців, зокрема Василя Ходику-Кобизевича. Згодом справа перетворилася на суперечку за маєтності Басань і Биків.
У 1585 році був радцею Старої ради. 1586 року разом з Малком Середою їздив до Житомирського ґродського суду, де від імені магістрату подав скаргу на Костянтина Василя Острозького стосовно того, що за їх відсутності в місті у зв'язку з перебуванням за його (воєводи) наказом у Переяславі на «господарській» службі, відрядив до Києва свого служебника, колишнього київського ґродського писаря Льва Верещаку зі слугами-гайдуками й наказав їм пограбувати в міщанських будинках мед і горілку. У результаті таких дій Черевчей і Середа зазнали збитків на суму 500 польських злотих. Подальша доля невідома, напевне помер до 1596 року.

## Родина
1. Дружина — Авдотья Яковицьківна
Діти: 
- Пелагія (Полонія), дружина київського городничого Станіслава Вигури

2. Дружина — Олена Сапонівна
Діти
- Євфимія